# Pray Along with Little Richard, Volume 2: I’m Quitting Show Business
Pray Along with Little Richard, Volume 2: I’m Quitting Show Business — шестой студийный альбом американского певца, пианиста и композитора Литла Ричарда, издан в 1960 году.

## Об альбоме
Записи были сделаны осенью 1959 года в Нью-Йорке для End Records и были изданы на нескольких пластинках, включая данный альбом, в который вошли 7 песен, которые уже были изданы на альбоме «Clap Your Hands!». Лишь часть записей того периода позже была переиздана на компакт-дисках. Название альбома отсылает к объявлению Литла Ричарда в 1957 году о прекращении своей эстрадной деятельности.

## Список композиций
1. Troubles of the World
2. Search Me Lord
3. Every Time I Feel the Spirit
4. I Know the Lord
5. Certainly Lord
6. Tell God My Troubles
7. I Want Jesus to Walk with Me
8. In My Heart
9. I’m Quittin’ Show Business
10. I’m Quittin’ Show Business (Part 2)